# Décennie 1460 en arts plastiques
Chronologie des arts plastiques
Années 1450 - Années 1460 - Années 1470
Cet article concerne les années 1460 en arts plastiques.

## Événements
- 1459-1516 : Giovanni Bellini est actif à Venise[1]. Vers 1460, il commence la série des Vierges à l'Enfant, dont celle de Philadelphie, la Madone Lehman de New York et la Madone grecque de la pinacothèque de Brera de Milan.
- 1460 : Andrea Mantegna accepte l’invitation de la famille Gonzague, à Mantoue, et y demeure en tant que peintre de cour jusqu’à sa mort[2].
- 1464-1469 : Pierre Ier le Goutteux est au pouvoir à Florence. Il se constitue une magnifique collection de miniatures, de médailles et d’orfèvrerie. Installé au palais Médicis, il commande à Paolo Uccello trois grandes scènes de bataille[3], à Benozzo Gozzoli la décoration de la chapelle des Mages, à Michelozzo le petit temple à Santa Annunziada et fait construire le tabernacle de San Miniato.
- 1465 : le peintre Hans Memling s’installe à Bruges et y dirige un atelier très actif jusqu’à sa mort (1494)[4]. Il s’assure une forte notoriété auprès des riches bourgeois de la ville.
- 1466 :  Léonard de Vinci entre comme apprenti (garzone) dans l’atelier d’Andrea del Verrocchio[5].
- 1467 : Fra Filippo Lippi quitte Prato pour Spolète, pour peindre des fresques  de la cathédrale représentant les épisodes de la Vie de la Vierge; son élève Sandro Botticelli rejoint l’atelier d’Andrea del Verrocchio à Florence[6].
- 5 mai 1467 : Hugo Van der Goes est inscrit à la guilde des peintres de Gand[7].
- Décembre 1467 : Gérard Loyet, actif à Lille, Bruxelles et Anvers jusqu’en 1477, devient orfèvre officiel du duc de Bourgogne[8].
- 1468 :
  - Hugo Van der Goes se rend à Bruges où il participe à l’élaboration des décorations pour le mariage de Charles le Téméraire avec Marguerite d'York[7].
  - Dierick Bouts est nommé peintre officiel de la ville de Louvain qui lui commande La Justice de l'empereur Otton, diptyque destinée à décorer la salle des échevins de l'Hôtel de ville de Louvain[9].

## Réalisations
- 1459-1461 : le peintre florentin Benozzo Gozzoli peint le « Cortège des rois mages », fresques de la Chapelle des Mages au Palazzo Medici-Riccardi à Florence[10].
- 1460 :
  - Saint Bernardin de Sienne et deux anges, peinture d'Andrea Mantegna[11].
  - Christ mort soutenu par deux anges, peinture de Giovanni Bellini[12].
- Vers 1460 : 
  - Portrait de Guillaume Jouvenel des Ursins, de Jean Fouquet[13].
  - Ascension de Marie l’Égyptienne (ou de Marie-Madeleine), première peinture connue d’Antonio Pollaiolo[14], conservée à Staggia Senese[15].
  - Rogier van der Weyden : Diptyque du Christ en Croix, Portrait d'une dame, Portrait d'Antoine de Bourgogne, Portrait de François d'Este[16].
- 1460-1462 : Nativité ou L'Adoration des bergers, fresque de l’église de la Santissima Annunziata à Florence, d’Alesso Baldovinetti[17].
- 1460-1466 : Donatello réalise la Chaire de la Passion et la Chaire de la Résurrection, sculptures en bronze pour l’église Saint-Laurent à Florence[18].
- Vers 1460-1470 : Polyptyque de Saint-Vincent, ensemble de six panneaux de bois peint à l’huile, attribué au peintre Nuno Gonçalves et découvert en 1882 au monastère Saint-Vincent de Lisbonne[19].

- Vers 1461 : La Mort de la Vierge[20] et Portrait de Francesco Gonzaga[21], d'Andrea Mantegna.
- 1462 : Portrait d’homme, qui pourrait être celui de Jan Van Winckele , de Dierick Bouts (National Gallery, Londres)[22].
- 1462-1465 : Caspar Isenmann réalise le retable de la Passion destiné au maître-autel de la collégiale Saint-Martin de Colmar[23].

- 14 août 1463 : le peintre allemand Bernt Notke termine une Danse macabre pour l'église Sainte-Marie de Lübeck[24].
- 4 décembre 1463 : le peintre catalan Jaume Huguet reçoit à Barcelone la commande du Retable de Saint-Augustin, terminé vers 1480 par son atelier dont son élève Pau Vergós[25].
- 1463-1465 : La Résurrection, fresque de Piero della Francesca à Sansepolcro[26].

- 1463-1466 : Andrea della Robbia réalise les médaillons des enfants trouvés, terres cuites émaillées qui ornent la façade de l’hôpital des Innocents construit à Florence par Filippo Brunelleschi[27].
- À partir de 1463 : La Lamentation sur le Christ mort, ensemble de sculptures en terre cuite réalisées à Bologne par Niccolò dell'Arca[28].
- 15 mars 1464- février 1468 : Retable du Saint-Sacrement, peint pour l’église Saint-Pierre de Louvain par Dirk Bouts[29].
- Vers 1464 :
  - Madone des Médicis, panneau de bois peint par Rogier van der Weyden[30].
  - Tête de saint Jean-Baptiste, tondo peint par Giovanni Bellini[31].
- 1465 : Domenico di Michelino peint Dante con in mano la Divina Commedia, tableau allégorique de la Divine Comédie à Santa Maria del Fiore à Florence, à l'occasion des 200 ans de la mort de Dante Alighieri[32].
- Vers 1465 :
  - Giovanni Bellini peint L'Agonie dans le jardin des oliviers[33].
  - Portrait d'une jeune femme de profil, attribué à Antonio Pollaiuolo[34].
  - Portrait d'une femme en jaune, d’Alesso Baldovinetti[35].
  - La Lippina ou La Vierge à l'Enfant avec deux anges, de Fra Filippo Lippi[36].
  - « Série E » des Tarots de Mantegna, estampes en forme de cartes à jouer d'un artiste italien inconnu[37].
- 1465-1467 : La Vierge à l'Enfant avec un ange,  peinture religieuse de Sandro Botticelli, alors élève de Filippo Lippi[38].
- 1465-1474 : le peintre italien Andrea Mantegna commence la décoration de la Camera picta (La Chambre des Époux) au palais ducal de Mantoue[39].
- Vers 1465-1470 :
  - Portrait d'un marin inconnu (Ritratto d'ignoto marinaio) d'Antonello de Messine, un des plus anciens exemples connus de portrait d'un sujet souriant[40].
  - polyptyque de Vincent Ferrier peint par Giovanni Bellini pour la basilique San Zanipolo à Venise[41].
  - le Christ bénissant, tableau de Giovanni Bellini[42].

- 1466 : un missel enluminé est commandé par le chancelier de Provence Jean des Martins à Enguerrand Quarton[43].
- 1466-1473 : Le Jugement dernier, triptyque de Hans Memling[44].

- Vers 1468 :
  - Saint Michel triomphant du démon avec Antoni Joan, du peintre espagnol Bartolomé Bermejo[45].
  - La Vierge à l'Enfant, La Vierge de la loggia et La Vierge à l'Enfant avec deux anges (1468-1469) peintures de Sandro Botticelli[38].

- 17 octobre 1469 : Paolo Uccello reçoit le dernier réglement pour Le Miracle de l'hostie profanée, la prédelle d'un retable de Juste de Gand (La Communion des apôtres ou L'Institution de l'Eucharistie), réalisé entre 1473 et 1474, pour l'oratoire de l'église du Corpus Domini d'Urbino[46].
- Vers 1469 : Cosmè Tura peint le décor des panneaux de bois qui entourent l'orgue de la cathédrale de Ferrare représentant une Annonciation et Saint Georges et la princesse[47].
- 1469-1470 :
  - Cycle des mois du Palais Schifanoia, fresques du salon de réception du Palazzo Schifanoia à Ferrare, réalisées par les meilleurs peintres de l'école de Ferrare, dont Cosmè Tura  et Francesco del Cossa (Le mois de mars)[48].
  - La Vierge et l'Enfant dans une gloire de séraphins, peinture de Sandro Botticelli[38].

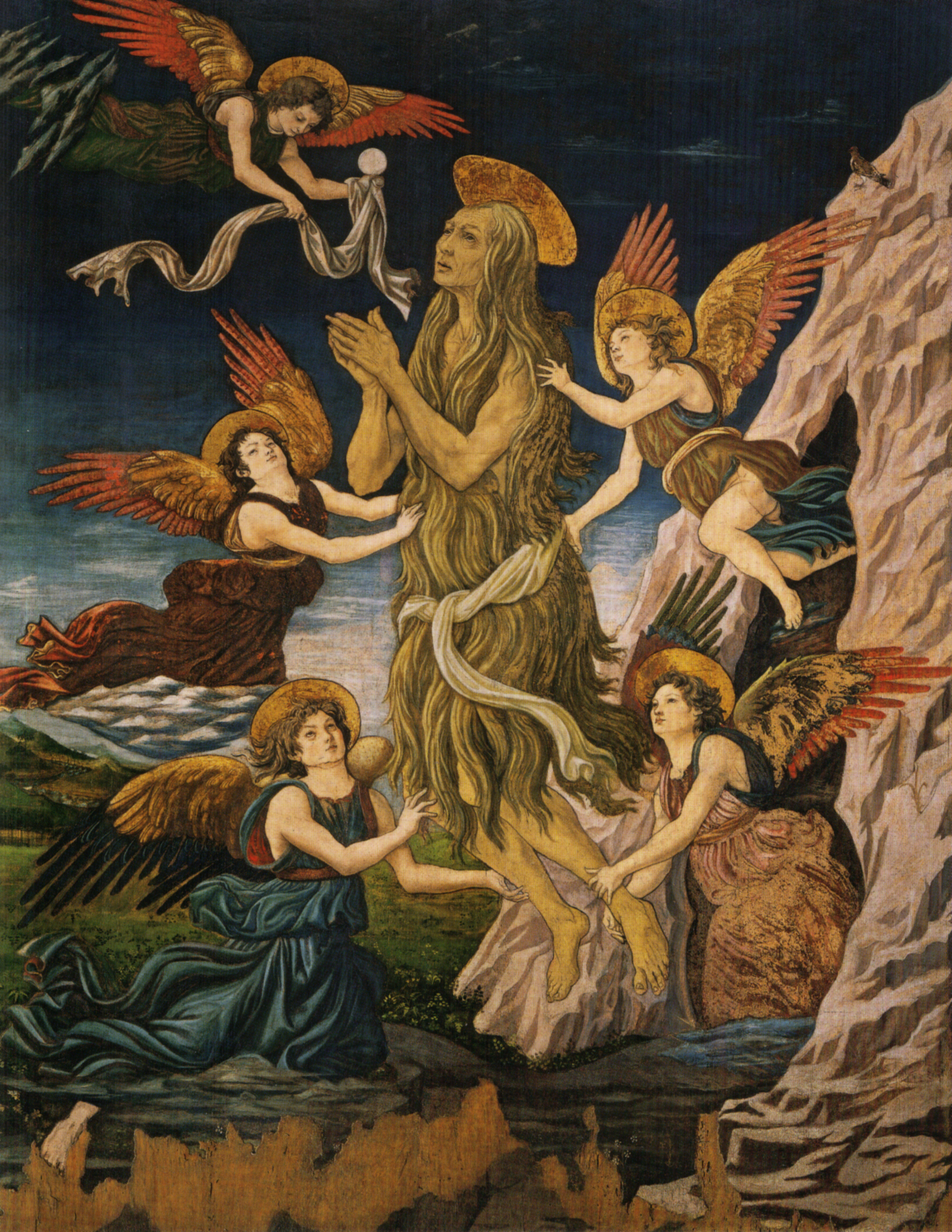
Ascension de sainte Marie-Madeleine, Antonio Pollaiuolo.
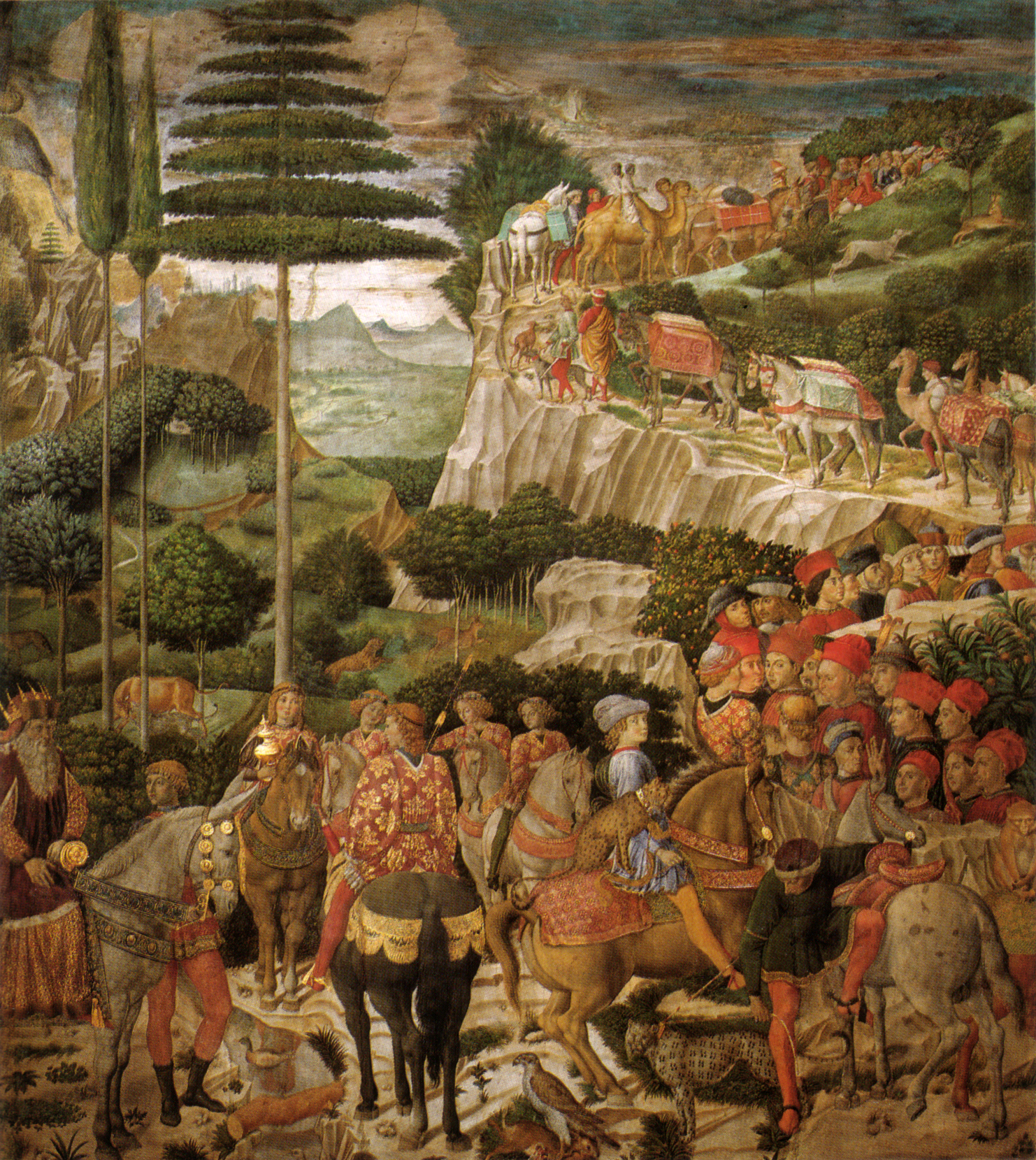
Fresques de la Chapelle des Mages, de Benozzo Gozzoli
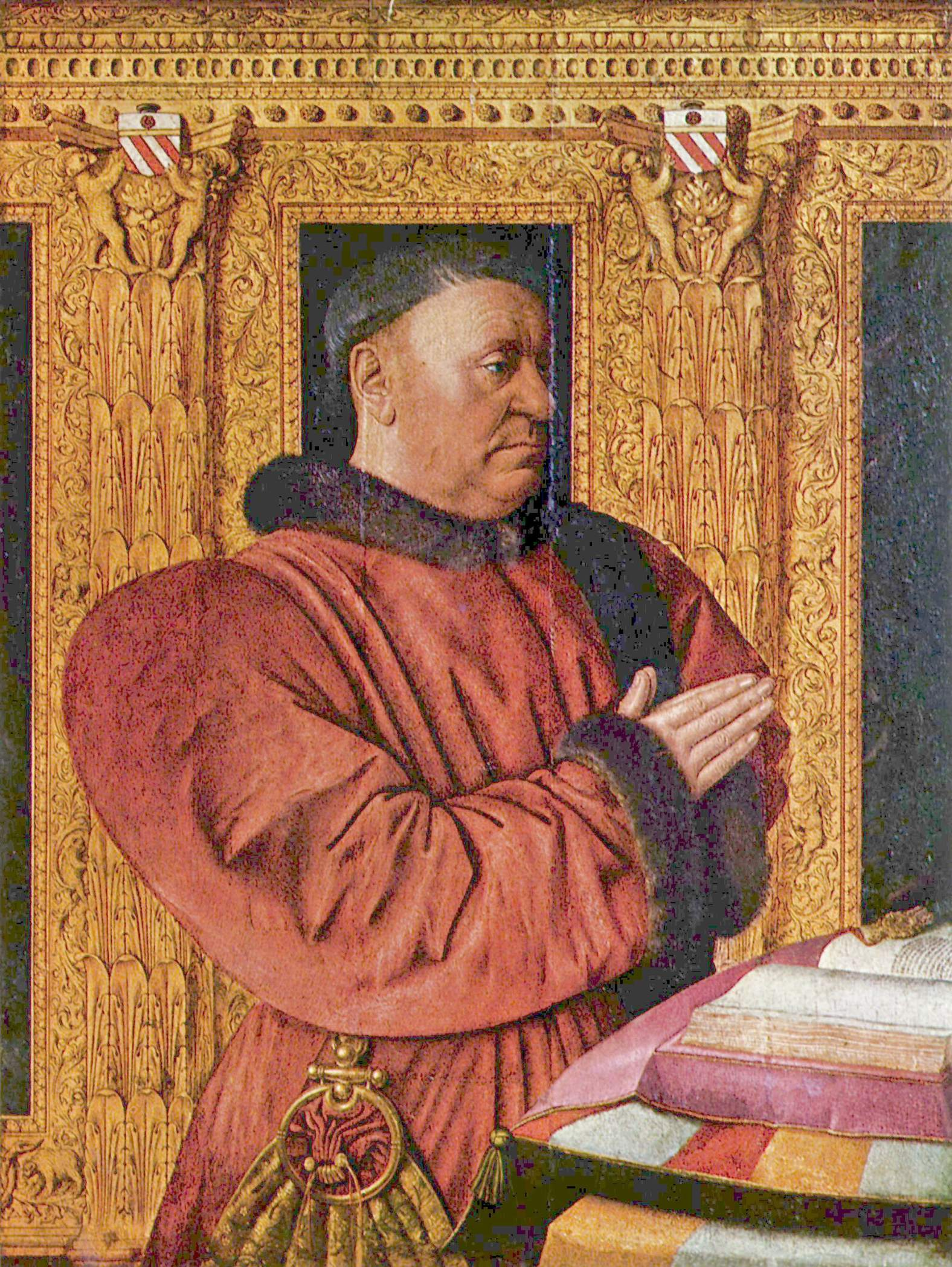
Portrait de Guillaume Jouvenel des Ursins, de Jean Fouquet
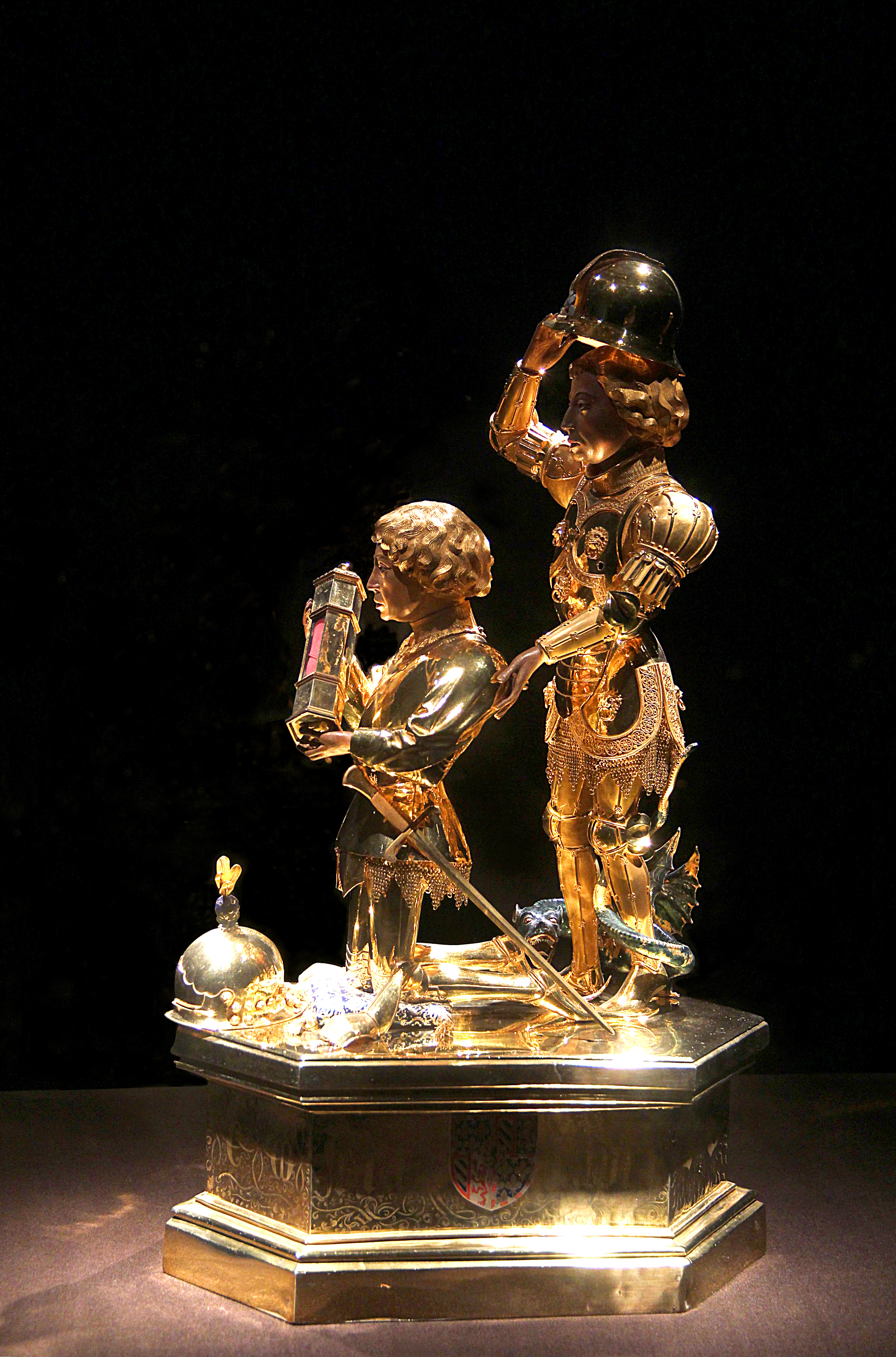
Reliquaire de Charles le Téméraire de Gérard Loyet (1467-1471).
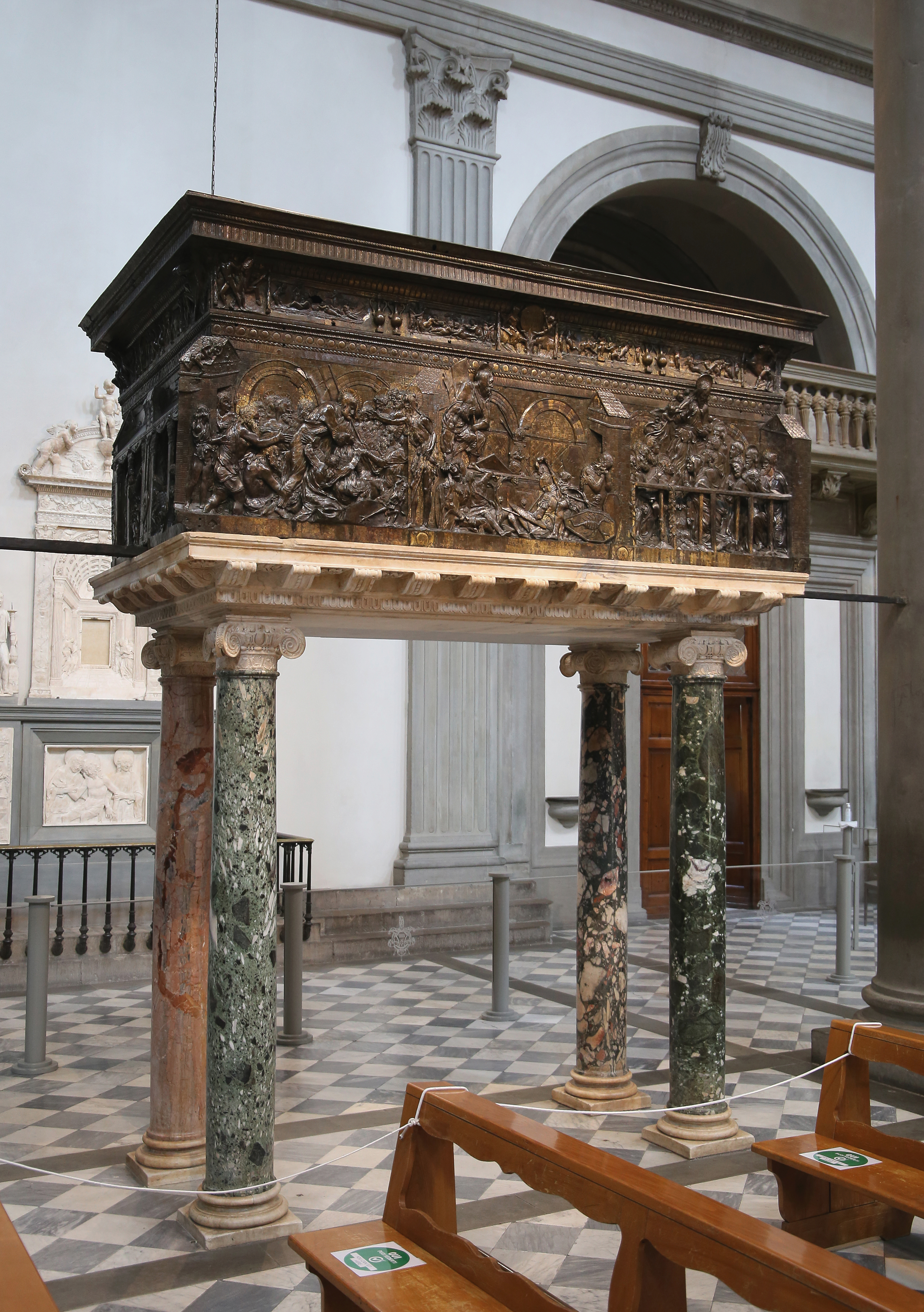
Chaire de bronze de Donatello, basilique San Lorenzo de Florence
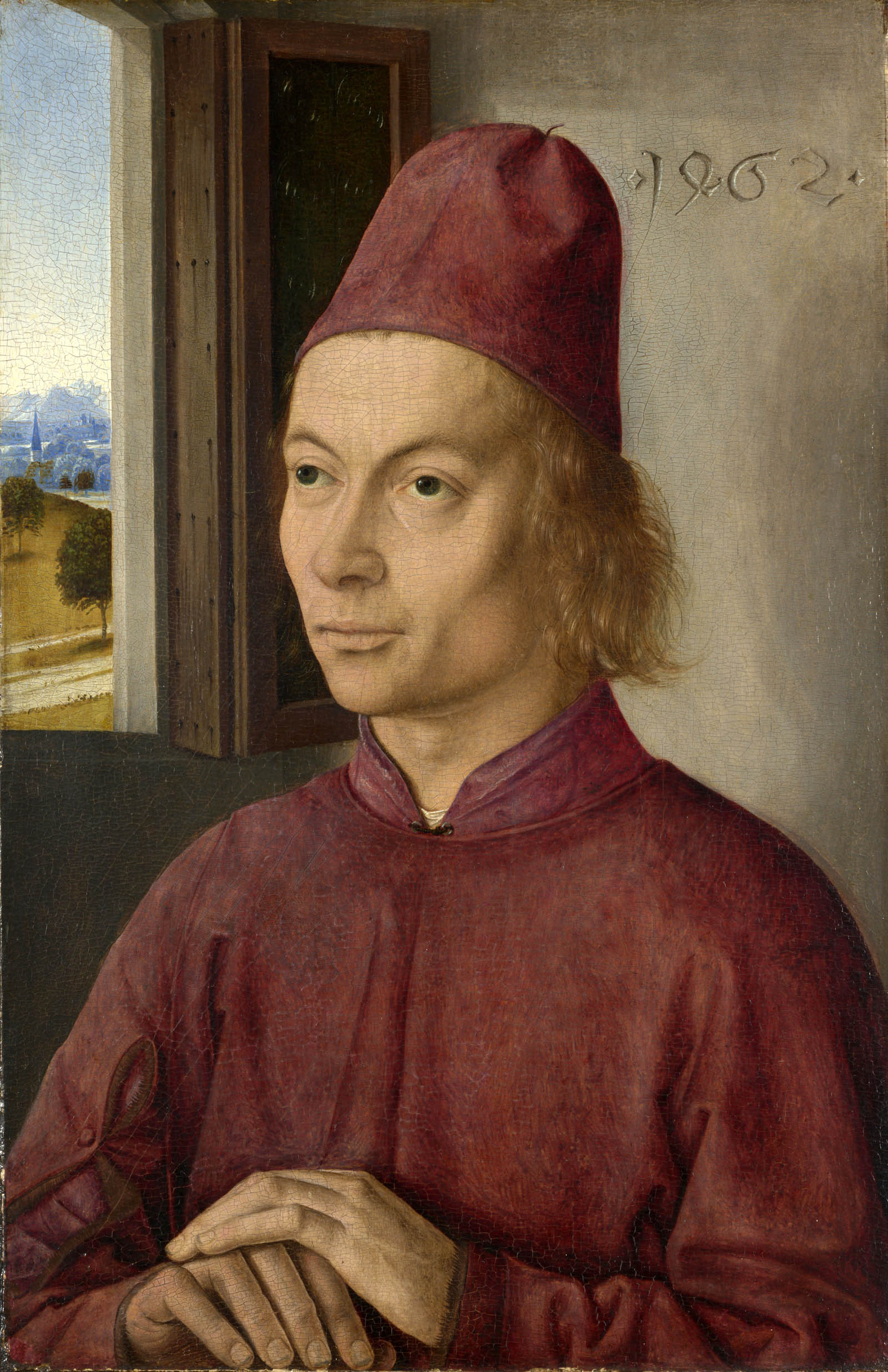
Portrait d’homme de Dierick Bouts.
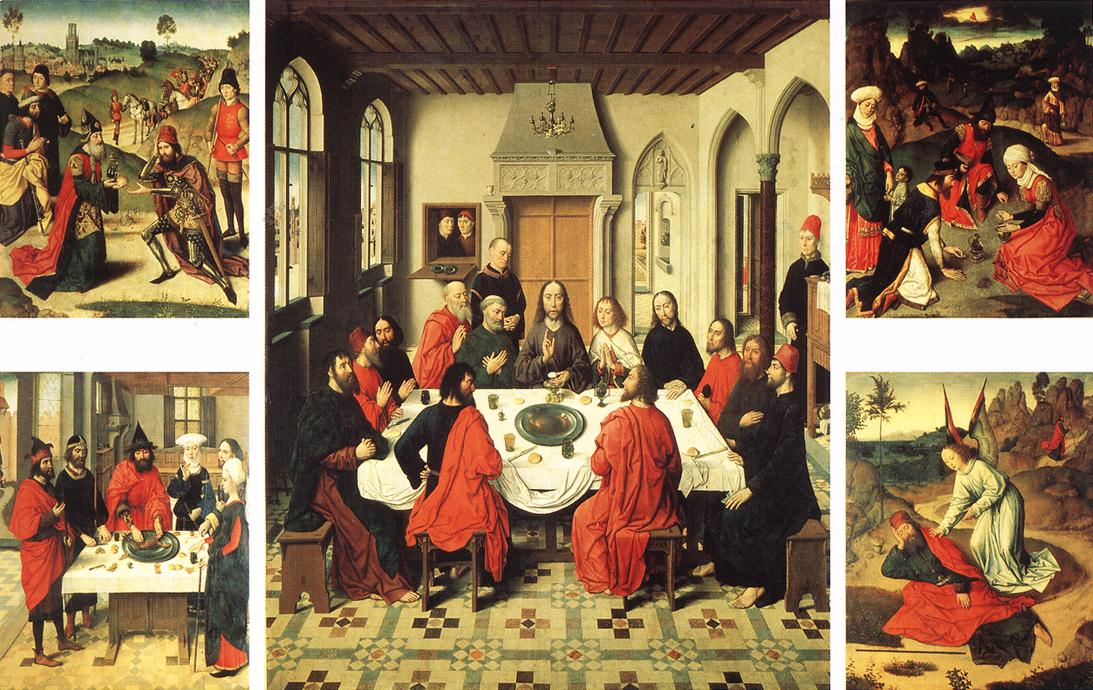
Retable du Saint-Sacrement, de Dierick Bouts.
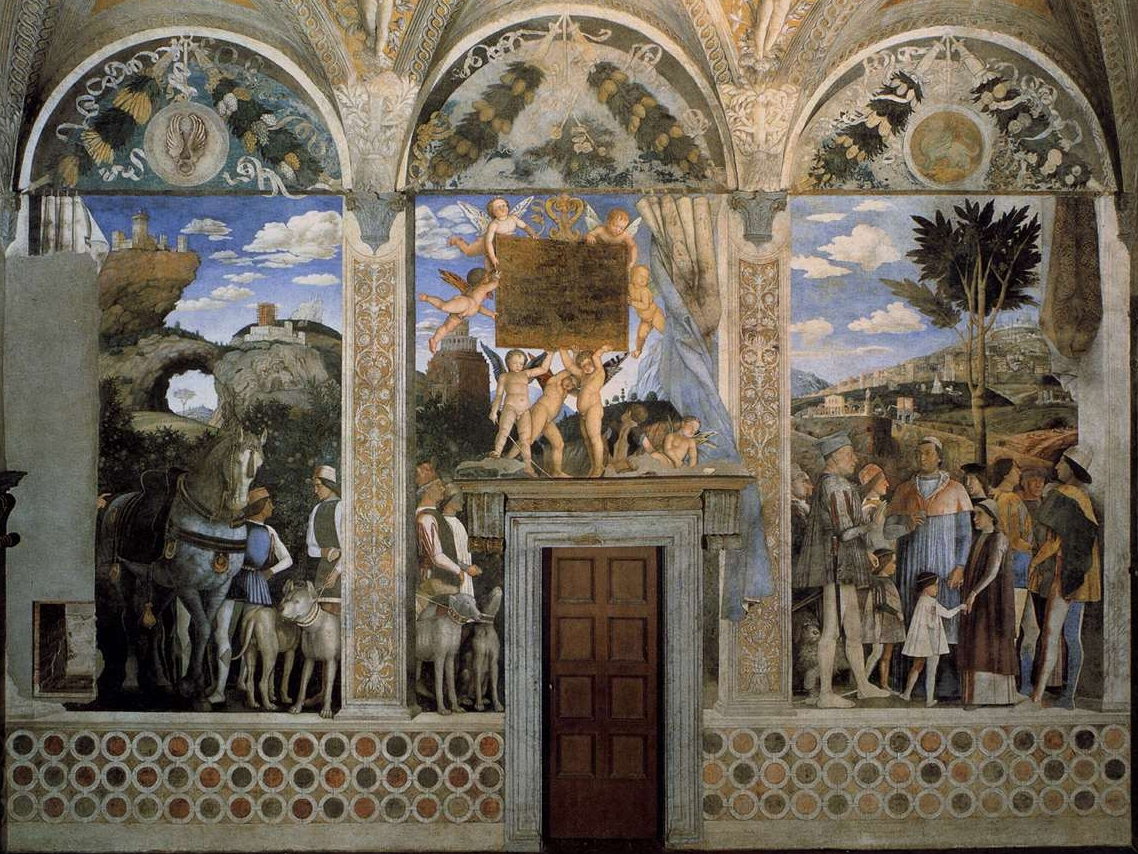
La camera picta, de Mantegna.
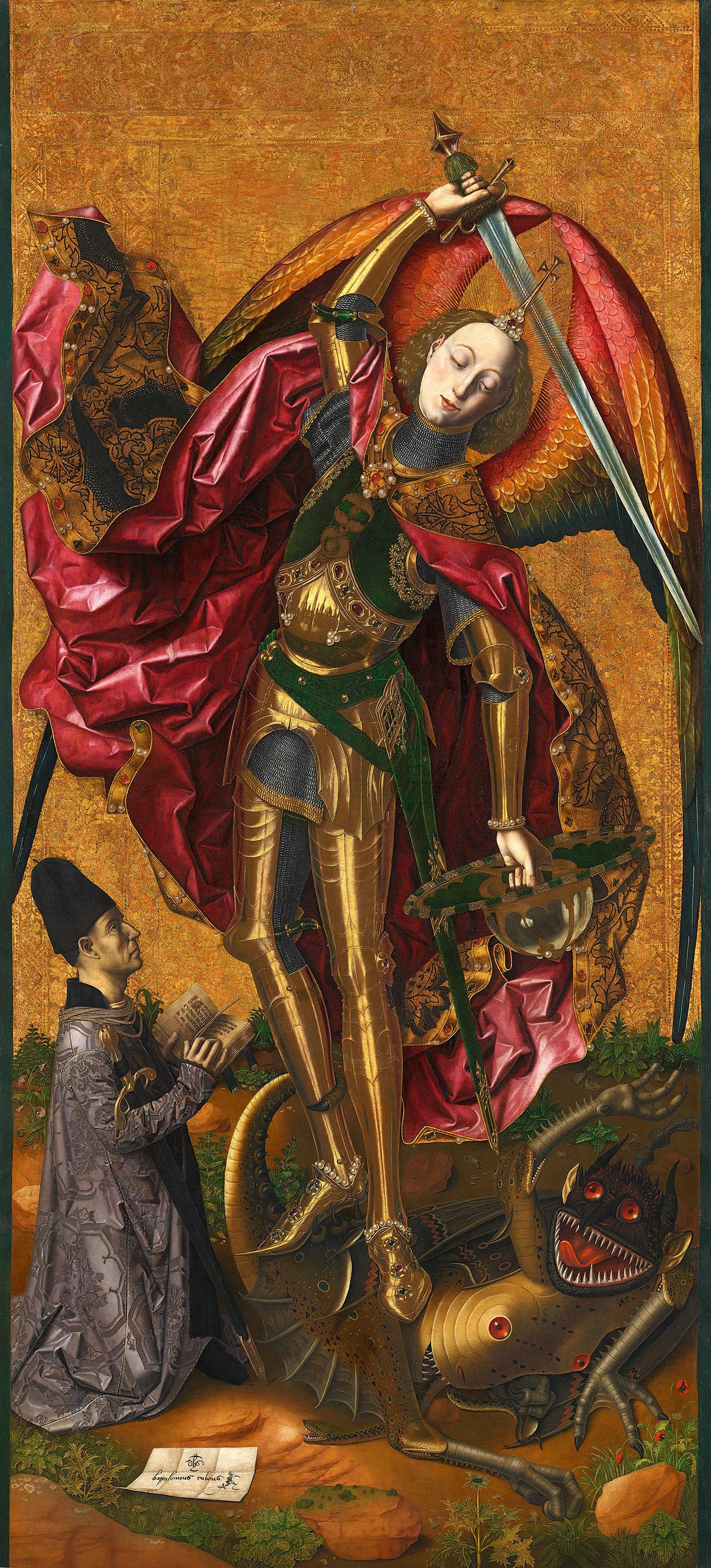
Bartolomé Bermejo, Saint Michel et un donateur.
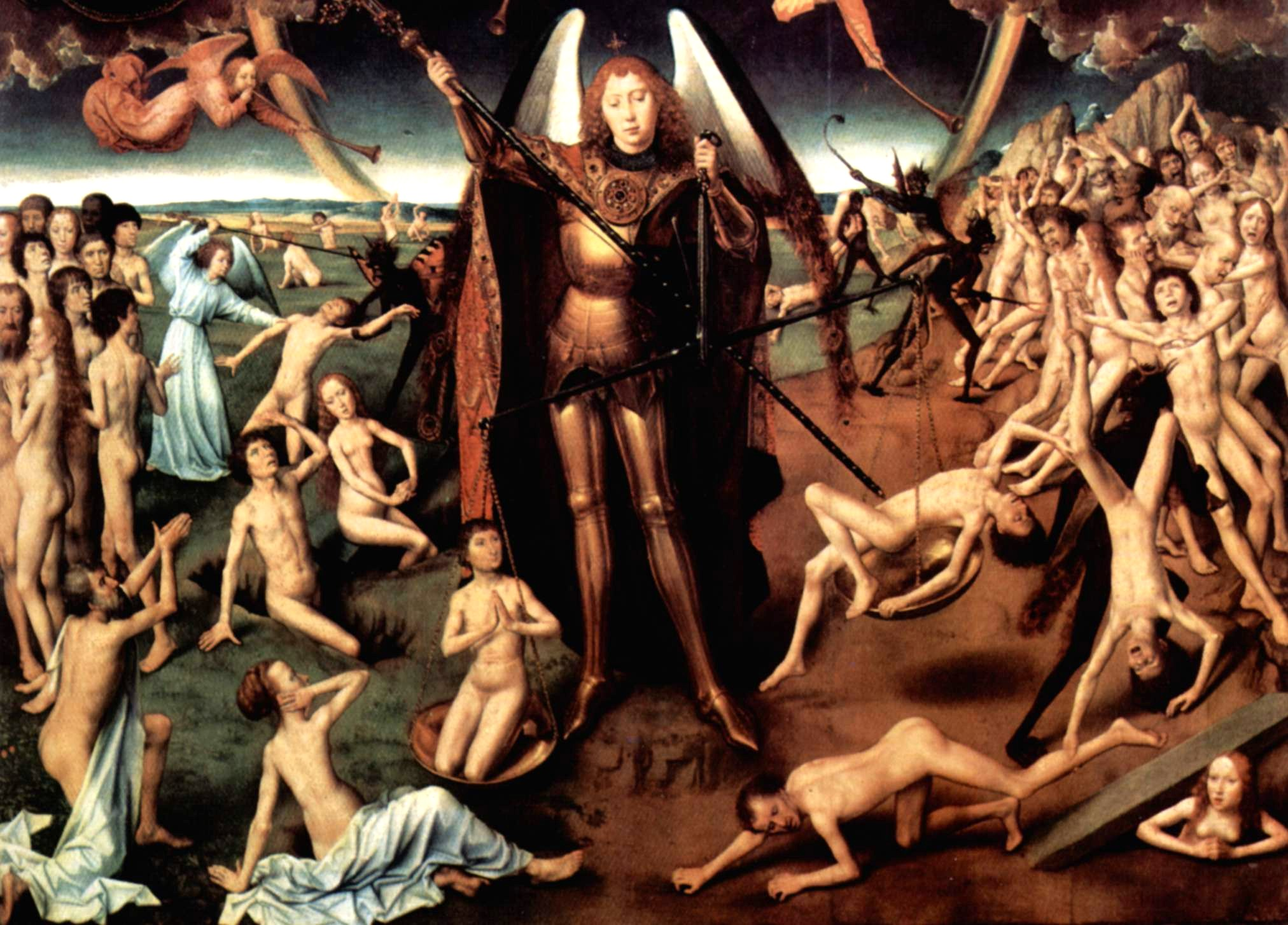
Le Jugement dernier, de Hans Memling
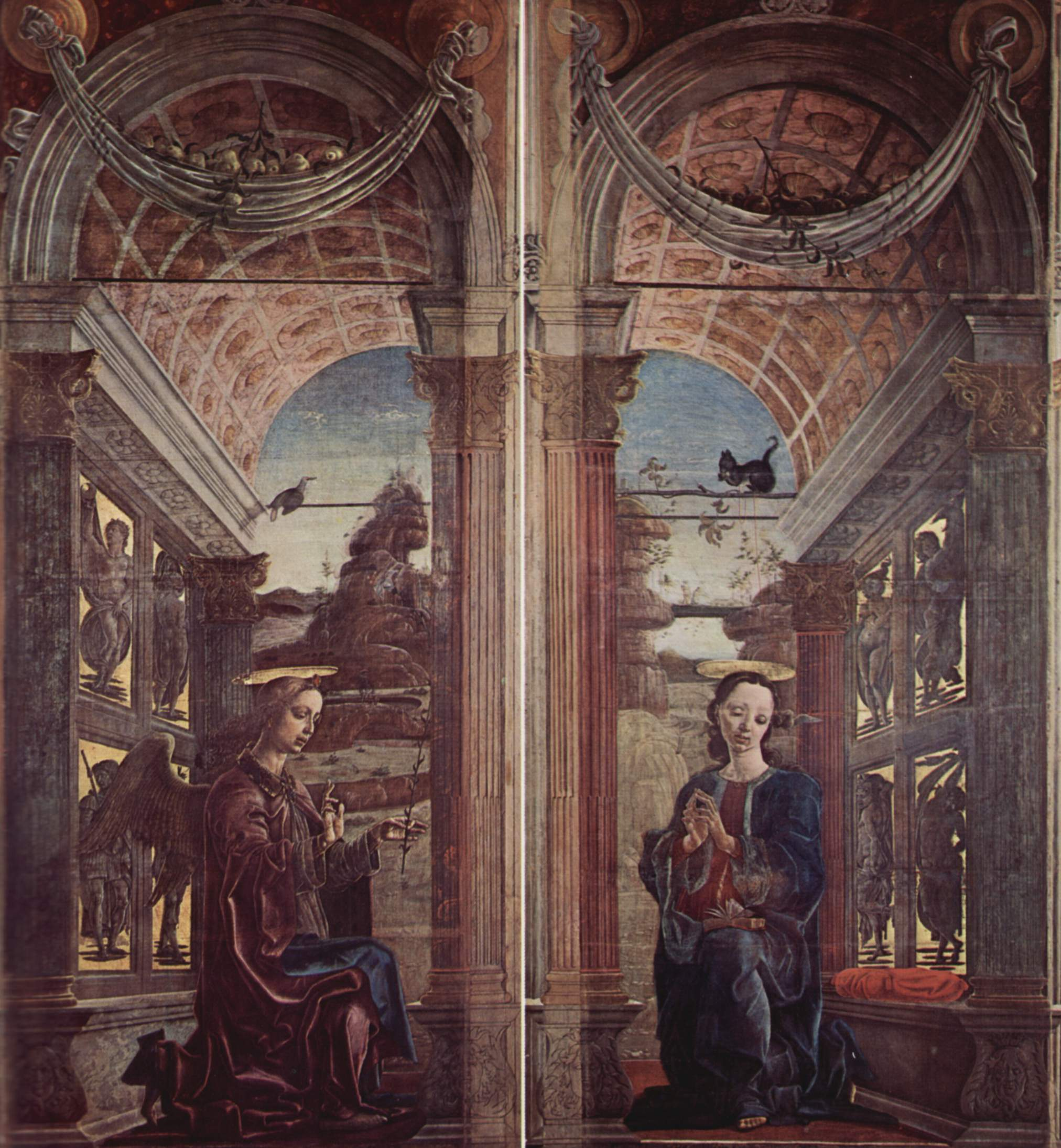
Cosmè Tura, Annonciation.

## Naissances
- Vers 1465 : Carpaccio, peintre italien.

## Décès
- 13 décembre 1466 : Donatello, sculpteur italien,
- 9 octobre 1469  : Fra Filippo Lippi, peintre italien.